# Cristina Spínola
Cristina García Spínola de Brito (Las Palmas de Gran Canaria, 27 de junio de 1976) es una periodista, deportista, reportera de televisión, escritora y youtuber canaria. Primera mujer española en dar la vuelta al mundo en bicicleta sin apoyo técnico y sin tregua y primera hispana en remar en solitario el Mar de Cortés en el Golfo de California, México.

## Trayectoria
Cristina García Spínola nació en 1976 en  Las Palmas de Gran Canaria, capital de la provincia de Las Palmas, España. Se graduó en Periodismo en la Universidad Complutense de Madrid en 1999. De 1994 a 1998 ejerció de periodista en La Provincia - Diario de Las Palmas. De 1999 a 2009 fue reportera y presentadora en Antena 3 TV, TVE y Televisión Canaria.
En Televisión Española comenzó su activismo por los derechos de las mujeres. En 2005 presentaba un programa sobre sucesos donde la mayoría de los casos eran de violencia de género y muy brutales. Se dio cuenta de que su vocación periodística debía ir acompañada de un compromiso social y empezó a hacer campaña en pro de los derechos de las mujeres, en bicicleta. En 2005 viajó en solitario en bicicleta por las siete islas canarias con "La ruta por la igualdad", iniciativa que le permitió recorrer a pedales las siete islas canarias, desde El Hierro hasta Lanzarote promulgando la igualdad de género. Esta aventura desembocó en el libro, Sola, Ruta por la Igualdad, (2006) y abrió su perspectiva de un viaje de más envergadura bajo el mismo lema. Su experiencia de desarrollo personal, sobre cómo venció sus límites para dar el primer paso y lanzarse a vivir viajando, la cuenta en su libro "Taller de Felicidad, Claves para Crear la Vida que Quieres" (2016). En su último libro "Sola en Bici, Soñé Grande y Toqué el Cielo" (2018) cuenta su vuelta al mundo en bicicleta, la mayoría en solitario, que tuvo lugar entre 2014 y 2017 y que le llevó a recorrer 27 países y cerca de 30.000 km. 

### Vuelta al mundo en bicicleta

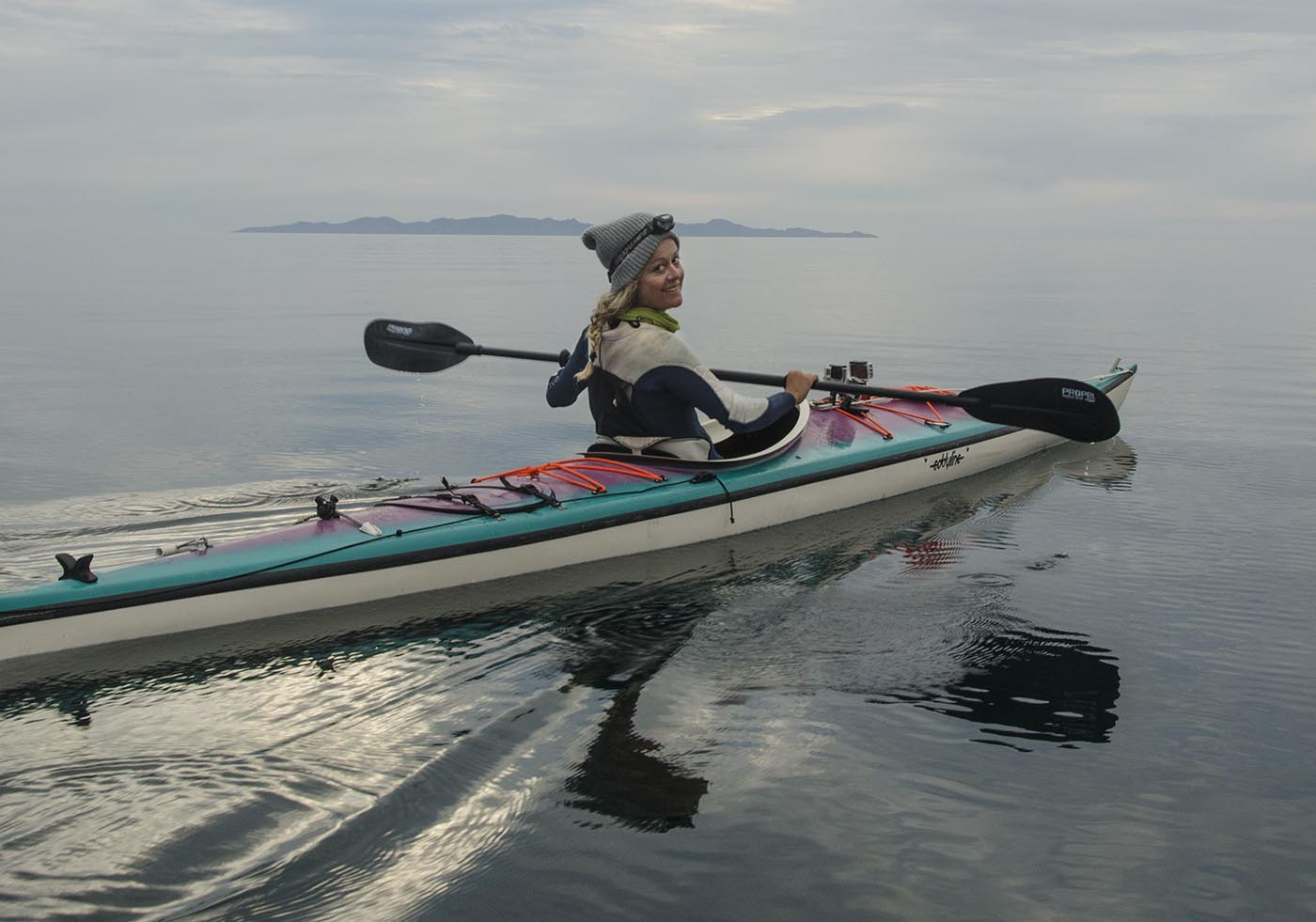
45 Días Sola en Kayak por el Mar de Cortés, México. Foto de Jon Crane.

En marzo de 2014 voló a Sudáfrica con su bicicleta en una caja. Desde allí comenzó a pedalear todo el Este de África hasta Etiopía, pasando por Mozambique, Malawi, Tanzania y Kenia. En Addis Abeba cogió un avión – y como no iba con un hombre, en Arabia Saudí no le dieron el visado necesario para cruzar por Oriente Medio-. Cruzó el Océano Índico hasta Bombay, cruzar la India hasta Nepal; de ahí al Sudeste Asiático, luego Singapur, Indonesia, Nueva Zeland y de ahí a Los Ángeles. Desde Los Ángeles al Estrecho de Magallanes, tardó tres años y un mes.
La finalidad del viaje de Cristina era promocionar la igualdad entre hombres y mujeres y el empoderamiento de la mujer en todas las esferas de la sociedad. Desea ser la inspiración que necesitan algunas mujeres para deshacerse de las cadenas impuestas por la sociedad en la que vivimos, de tal forma que las únicas cadenas presentes en sus vidas sean las de sus bicicletas. Cristina Spínola en su recorrido por el mundo en bicicleta escapó a un intento de violación, a un ataque con machete, le apuntaron con un rifle y pese a ello siguió pedaleando  con una meta: luchar por la igualdad entre hombres y mujeres. El 21 de abril de 2017 finalizó con éxito en Ushuaia, Argentina, su reto de ser la primera española en dar la vuelta al mundo en bicicleta sin apoyo técnico y sin tregua, pedaleando durante tres años y un mes por 27 países y recorriendo 30.000 km.
45 días sola en kayak
A finales de diciembre de 2017, Spínola emprendió otro gran reto, recorrer la península de Baja California de norte a sur en solitario a bordo de un kayak. Si bien su intención era completar esta singladura en dos meses, el mal tiempo y la escasez de agua le llevaron a terminar el periplo en tres meses, durante 45 días de navegación. Una aventura para la que no contó con apoyo técnico y que le llevó a remar 800 km de costa completamente sola, pernoctando aleatoriamente en el litoral de la península mexicana y enfrentándose a la escasez de agua y comida en la desértica zona. Posteriormente anunció la publicación de un texto referido a su última hazaña.

## Obras
- Sola, Ruta por la Igualdad, (Cabildo de Gran Canaria, 2006).[6]
- Taller de Felicidad, Claves para Crear la Vida que Quieres (Autoedición en Amazon, 2016).[2]
- Sola en bici, (Ediciones Casiopea, 2018).
- 'Sola en bici, Youtube.com/solaenbici, Canal de Ciclismo SOLAENBICI.

## Premios y reconocimientos
- Diploma Instituto de la Juventud de México DF, 2015.[1]
- Reconocimiento Universidad Internacional de La Paz por la labor en defensa de los derechos de la mujer en México, 2015.[1]
- Premio "40 Años de la Revista Viajar ".[18][19][20]